# Магические услады Стиви Никс
«Магические услады Стиви Никс» (англ. «The Magical Delights of Stevie Nicks») — десятый эпизод третьего сезона американского телесериала «Американская история ужасов», премьера которого состоялась 8 января 2014 года на телеканале FX. Сценарист — Джеймс Вонг, режиссёр — Альфонсо Гомес-Рехон.
В этом эпизоде Фиона (Джессика Лэнг) пытается найти следующую Верховную ведьму с визитом от Стиви Никс, а Мэдисон (Эмма Робертс) пытается устранить конкуренцию за Верховенство. Эпизод вдохновлён реальными слухами о предполагаемой причастности Стиви Никс к колдовству. Это также является её актёрским дебютом. Анджела Бассетт, Дэнни Хьюстон и Пэтти Люпон были приглашены сыграть роли Мари Лаво, Дровосека и Джоан Рэмси, соответственно. Эпизод имеет рейтинг TV-MA (LSV).

## Сюжет

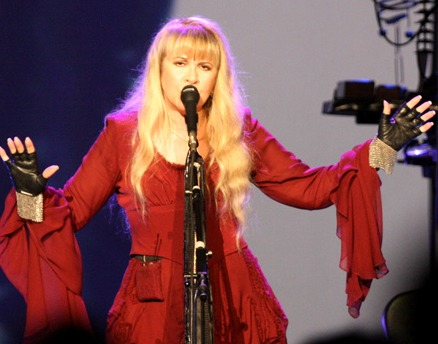
Присутствие Никс на сцене и её чувство моды стали вдохновением для Мисти Дэй. На фото она выступает в 2011 году.

Вскоре после получения убежища в Шабаше, Мари Лаво (Анджела Бассетт) крадёт новорождённого ребёнка из больницы посреди ночи — так как ей напомнили о старом соглашении с тёмными силами в виде Папы Легбы (Лэнс Реддик). На следующий день Фиона (Джессика Лэнг), узнав, что Лаво наняла Хэнка (Джош Хэмилтон), возмущена тем, что Корделия (Сара Полсон) позволила охотникам на ведьм войти в Шабаш, и замышляет план против них, прежде чем они нанесут удар.
Позже Мисти Дэй (Лили Рэйб) переполнена волнением, когда её представляют Стиви Никс, которая даёт Мисти платок своей торговой марки в качестве талисмана для суда Семи чудес. Ночью Мари ухаживает за Фионой, ослабевшей от реализации заклятия, предназначенного разрушить Дельфи Траст (богатый фронт охотников на ведьм); Лаво затем раскрывает источник своего бессмертия: «Продать душу Папе Легбе, древнему духу вуду, и подчиняться его приказам, несмотря ни на что, раз в год», что, в случае с Мари, означает приносить ему невинную жизнь, начиная с её собственного ребёнка много столетий назад.
Мэдисон (Эмма Робертс) раскрывает Нэн (Джейми Брюэр) и Зои (Таисса Фармига), что, после возрождения, шум её сердца исчез, что даёт ей право быть новой Верховной ведьмой. Нэн возражает, говоря, что она тоже может быть новой Верховной ведьмой, так как она развила способности по контролю за разумом. Нэн и Зои прибывают в больницу, чтобы навестить Люка, но им говорят, что он умер. На похоронном параде для тех, кто погиб в парикмахерской Мари Лаво, Мэдисон утверждает Мисти то, что она такая же мощная, как и она. Она доказывает это тем, что она возвращает человека к жизни на кладбище. Пока Мисти стоит теперь над пустым гробом мужчины, Мэдисон ударяет её кирпичом и хоронит её живьём, при этом крадя её шаль. Позже этим вечером, Нэн использует свои теперь увеличившиеся силы, чтобы мысленно заставить Джоан (Пэтти Люпон) убить себя, выпив отбеливатель в качестве наказания за убийство её сына.
В школе Корделия ломается, чувствуя себя бесполезной и ответственной за надвигающуюся войну. Вскоре после этого Дельфи Траст, потеряв половину своих финансов менее чем за 10 минут, подозревает причастность колдовства и начинает планировать уничтожение Шабаша. Фиона вызывает Папу Легбу, предлагая свою душу в обмен на вечную молодость и готовность выполнить любую просьбу ради этого, но дух отказывается от сделки, так как он утверждает, что у неё «нет души». После этого она полна решимости убить весь Шабаш, чтобы убить новую Верховную ведьму.
Мари и Фиона решают избавиться от Нэн, посчитав её слишком опасной после того, как она украла новорожденного для Папы Легбы и заявила, что она станет лучшей и самой доброй Верховной ведьмой. Они предлагают её в качестве жертвы Папе Легбе, утопив её в ванне. Он неохотно принимает замену новорождённому и предупреждает Лаво и Фиону, что то, что они вместе, это «беда». Позже Фиона, огорчённая своим здоровьем и недавними событиями, плачет, при этом слушая, как Никс исполняет «Has Anyone Ever Written Anything for You?» на фортепиано Академии.

## Реакция
На сайте Rotten Tomatoes эпизод имеет рейтинг 83%, на основе 12 отзывов. Консенсус сайта гласит: «Титульная рок-звезда обеспечивает основу для „Магических услад Стиви Никс“, приятно странного эпизода, который с прогрессом становится смелее, даже когда становится всё труднее отслеживать персонажей и сюжетные линии». Тодд Вандерверфф из «The A.V. Club» дал эпизоду оценку A-, сказав: «„Магические услады Стиви Никс“ — безусловно лучший эпизод в этом сезоне „Американской истории ужасов“. Освободившись от ограничений своего бесконечного круга, и столкнувшись лицом к лицу с фактическим злодеем шоу, персонажи шоу начинают на самом деле что-то делать, а импульс сериала растёт экспоненциально». Однако он добавил: «Это также совершенно нелепый эпизод телевидения». Мэтт Фоулер из IGN дал эпизоду рейтинг 7.3/10, сказав: «В то время как предлагая горстку удивительных моментов, „Магические услады Стиви Никс“ был по-прежнему самым слабым вступлением „Шабаша“. Больная и развращённая опасность упала на обочину, заменённая соперничеством Верховной ведьмы».
Эпизод посмотрели 3,49 миллиона человек с долей 1,8 среди категории возраста 18-49 лет, что ниже по сравнению с предыдущим эпизодом.